# Bear Creek Provincial Park
Bear Creek Provincial Park är en park i Kanada.   Den ligger i provinsen British Columbia, i den södra delen av landet, 3 300 km väster om huvudstaden Ottawa. Bear Creek Provincial Park ligger 540 meter över havet. Den ligger vid sjön Okanagan Lake.
Terrängen runt Bear Creek Provincial Park är huvudsakligen kuperad, men norrut är den bergig.Runt Bear Creek Provincial Park är det tätbefolkat, med 493 invånare per kvadratkilometer.. Närmaste större samhälle är Kelowna, 5,9 km sydost om Bear Creek Provincial Park.
Runt Bear Creek Provincial Park är det i huvudsak tätbebyggt.